# Hedysarum nagarzense
Hedysarum nagarzense är en ärtväxtart som beskrevs av C.C.Ni. Hedysarum nagarzense ingår i släktet buskväpplingar, och familjen ärtväxter. Inga underarter finns listade i Catalogue of Life.